# Петрігалла Петро Іванович

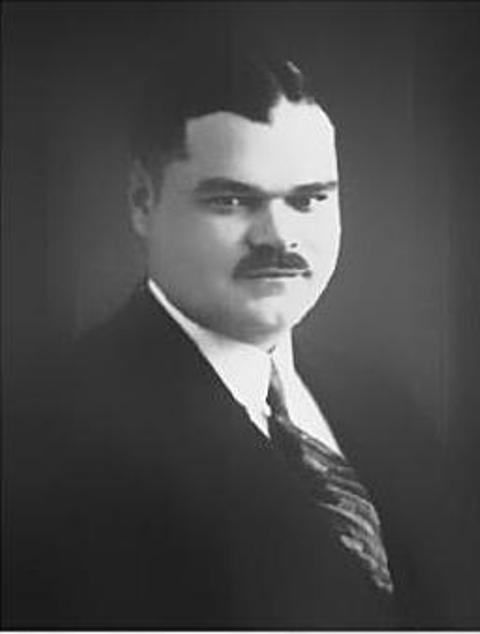
Петрігалла Петро Іванович, 149-й міський голова Мукачева (міський староста Мукачева (1924—1931))

Петро Іванович Петрігалла (1886 — ?) — зубний лікар з села Коропець, міський староста Мукачева (1924—1926, 1926—1931).

## Життєпис
Був серед засновників та заступником голови, утвореної у червні 1920 року, Селянсько-республіканської партії Підкарпатської Русі.
3 квітня 1924 року — підписав Організаційний статут міста Мукачева, що того ж дня прийняли Представницькі збори міста.
1925 рік — член Центрального правління Русского культурно-просвітницького товариства імені Олександра Духновича (скорочено  — «Товариство імені Олександра Духновича»).
У червні 1926 року був знов призначений старостою Мукачева на спеціальному засіданні у Празі Ради Міністрів Чехословацької Республіки.
До 1927-го року добивався у Празі визначення Мукачева столицею Підкарпатської Русі..
У 1930 заступниками міського старости Мукачева Петра Івановича Перигалла були:
1. Перший заступник старости: Янош Недецей (Nedeczey János).
2. Другий заступник старости: доктор Вацлав Пейша (Dr. Vaclav PejSa).

Автор статті «Мукачево въ теченин за 10 літъ республики. — In. Карпаторусскія достиженія».